# Miguel Ángel Romero
Miguel Ángel Romero Duarte (Rosario, 2 settembre 1975) è un ex calciatore argentino, di ruolo centrocampista.

## Carriera
Ha giocato nella prima divisione cilena e nella seconda divisione argentina.
In carriera ha totalizzato complessivamente 15 presenze e 2 reti in Coppa Libertadores e 4 presenze in Coppa Sudamericana.